# 2024年パリパラリンピックのエリトリア選手団
2024年パリパラリンピックのエリトリア選手団は、2024年8月28日から9月8日までフランスのパリで開催された2024年パリパラリンピックエリトリア選手団の名簿。今大会、エリトリアはパラリンピック初参加となった。

## 選手団
- 人員: 選手 1人
- 開会式旗手: シバトゥ・ウェルデマリアム

## 種目別選手・スタッフ名簿及び成績

### 陸上
| 選手                       | 種目         | 予選      | 予選       | 決勝     | 決勝     |
| 選手                       | 種目         | 結果      | 順位       | 結果     | 順位     |
| -------------------------- | ------------ | --------- | ---------- | -------- | -------- |
| シバトゥ・ウェルデマリアム | 男子100m T54 | 19秒81 PB | 14位 (7着) | 予選敗退 | 予選敗退 |
| シバトゥ・ウェルデマリアム | 男子400m T54 | 失格      | 失格       | 予選敗退 | 予選敗退 |